# Muriqan

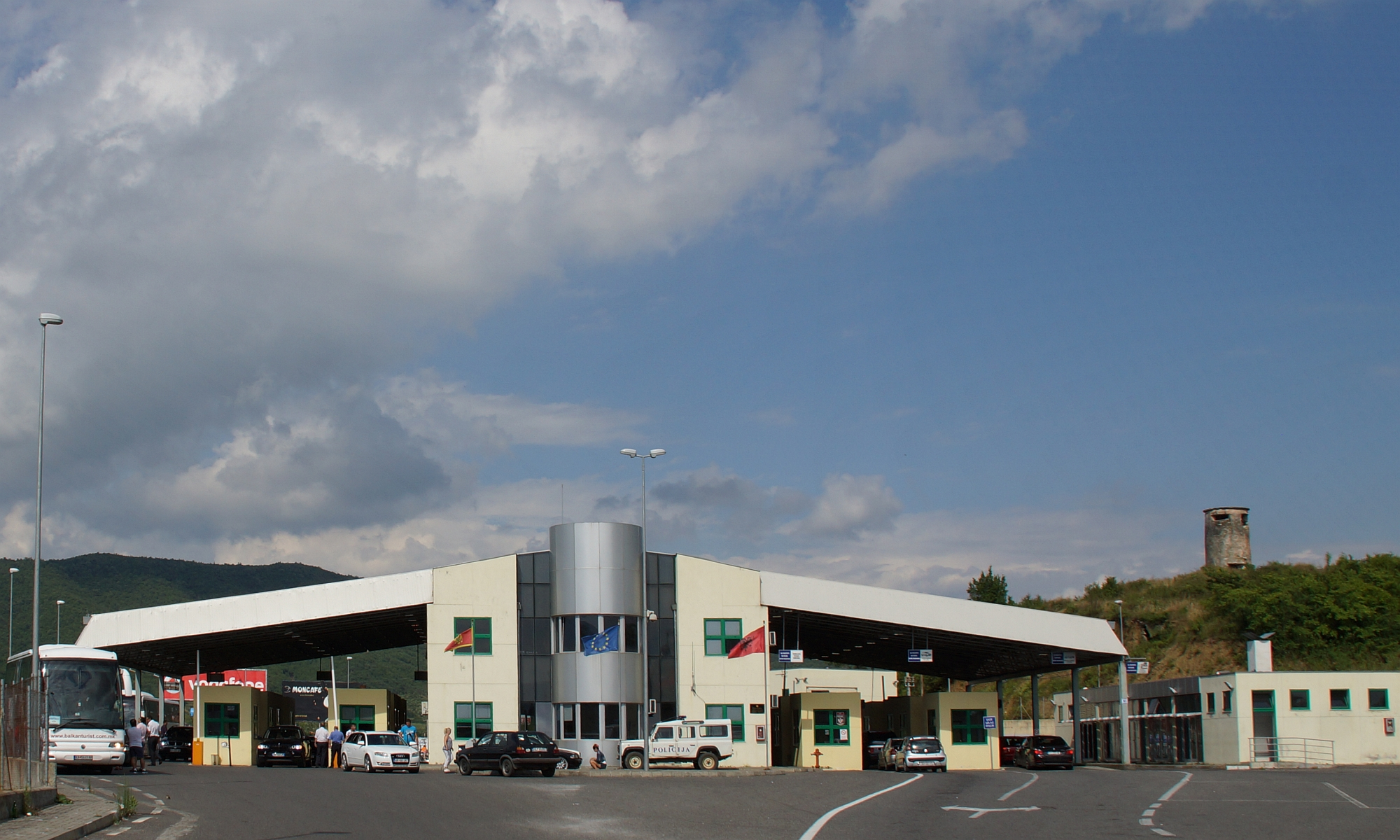
Hraniční přechod

Muriqan (srbsky Murićan/Мурићан) je vesnice v severní Albánii; poslední sídlo na silnici Skadar-Ulcinj, která se nachází na albánském území. Administrativně spadá pod bývalou obec Ana e Malit ve skadarském kraji. Obec se rozkládá mezi řekou Bojanou a horským masivem Rumija. V její blízkosti se nachází rovněž hraniční přechod Sukobin-Muriqan (otevřený v roce 2002), který slouží pro silniční dopravu.
Murićan byl založen kolonisty, kteří původně žili v blízkosti Virpazaru u ostrova s názvem Murići. Obec nese název podle jejich původního sídla.
V centru obce, kterou prochází mezinárodní silniční tepna, se nachází nově vybudovaná žlutá mešita.